# Rhinotus modestus
Rhinotus modestus är en mångfotingart som beskrevs av Carl. Rhinotus modestus ingår i släktet Rhinotus och familjen Siphonotidae. Inga underarter finns listade i Catalogue of Life.